# Chaerilus pathom
Espèce
Chaerilus pathom est une espèce de scorpions de la famille des Chaerilidae.

## Distribution
Cette espèce est endémique de la province de Điện Biên au Viêt Nam. Elle se rencontre dans le district de Điện Biên dans la grotte de Pa Thom.

## Description
Le mâle holotype mesure 17,1 mm.

## Étymologie
Son nom d'espèce lui a été donné en référence au lieu de sa découverte, la grotte de Pa Thom.

## Publication originale
- Lourenço & Pham, 2014 : The genus Chaerilus Simon, 1877 in Vietnam (Scorpiones; Chaerilidae): A possible case of a vicariant species. Comptes Rendus Biologies, vol. 337, no 5, p. 360-364.